# Jurinella vaga
Jurinella vaga là một loài ruồi trong họ Tachinidae.